# Mostuea surinamensis
Mostuea surinamensis är en tvåhjärtbladig växtart som beskrevs av George Bentham. Mostuea surinamensis ingår i släktet Mostuea och familjen Gelsemiaceae. Inga underarter finns listade i Catalogue of Life.